# Stamatia Skarvelis
Stamatia Skarvelis (griechisch Σταματία Σκαρβέλη Stamatia Skarveli, * 17. August 1995 in Santa Barbara, Vereinigte Staaten) ist eine griechische Leichtathletin, die sich auf den Hammerwurf spezialisiert hat und auch im Kugelstoßen an den Start geht. Ihr älterer Bruder Nikolaos Skarvelis ist als Kugelstoßer aktiv.

## Sportliche Laufbahn
Erste internationale Erfahrungen sammelte Stamatia Skarvelis im Jahr 2015, als sie für die Vereinigten Staaten bei den Panamerikanischen Juniorenmeisterschaften in Medellín mit einer Weite von 15,46 m die Goldmedaille im Kugelstoßen gewann. 2015 schied sie bei den U23-Europameisterschaften in Tallinn mit 15,13 m in der Qualifikationsrunde aus und brachte im Diskuswurf keinen gültigen Versuch zustande. Im Jahr darauf startete sie bei den Europameisterschaften in Amsterdam und verpasste dort mit 15,50 m den Finaleinzug. 2017 belegte sie bei den U23-Europameisterschaften in Bydgoszcz mit 15,94 m den neunten Platz im Kugelstoßen und schied im Hammerwurf mit 60,9 m in der Vorrunde aus. Im Jahr darauf gewann sie bei den Balkan-Meisterschaften in Stara Sagora mit 15,51 m die Bronzemedaille im Kugelstoßen und auch mit dem Hammer sicherte sie sich mit 68,48 m die Bronzemedaille. Anschließend verpasste sie bei den Europameisterschaften in Berlin mit 67,97 m den Finaleinzug im Hammerwurf. 2019 siegte sie mit einem Wurf auf 71,33 m bei den Balkan-Meisterschaften in Prawez und anschließend schied sie bei den Weltmeisterschaften in Doha mit 69,65 m in der Qualifikation aus. 2021 klassierte sie sich bei den Balkan-Meisterschaften in Smederevo mit 66,58 m auf dem vierten Platz und nahm anschließend an den Olympischen Spielen in Tokio teil, bei denen sie aber mit 69,01 m den Finaleinzug verpasste.
2022 siegte sie bei den Balkan-Meisterschaften in Craiova mit einer Weite von 71,08 m und anschließend schied sie bei den Weltmeisterschaften in Eugene mit 67,20 m in der Qualifikationsrunde aus. Daraufhin verpasste sie bei den Europameisterschaften in München mit 67,13 m den Finaleinzug. Im Jahr darauf wurde sie bei der 1. Liga der Team-Europameisterschaft im Rahmen der Europaspiele in Chorzów mit 65,07 m Elfte und schied bei den Weltmeisterschaften in Budapest teil mit 67,53 m in der Qualifikationsrunde aus. 2024 gewann sie bei den Balkan-Meisterschaften in Izmir mit 67,36 m die Silbermedaille hinter der Moldauerin Zalina Marghieva. Kurz darauf verpasste sie bei den Europameisterschaften in Rom mit 67,10 m den Finaleinzug, ehe sie im August bei den Olympischen Sommerspielen in Paris mit 69,38 m in der Vorrunde ausschied. 
In den Jahren 2018 und 2019 sowie von 2021 bis 2024 wurde Skarvelis griechische Meisterin im Hammerwurf sowie 2017 und 2018 auch im Kugelstoßen.

## Persönliche Bestweiten
- Kugelstoßen: 17,77 m, 8. Dezember 2017 in Bloomington
- Hammerwurf: 71,43 m, 21. Mai 2022 in Tucson